# Stalham
Stalham ist eine rund 4.300 Einwohner zählende Gemeinde (Civil parish) in der englischen Grafschaft Norfolk. Sie liegt im äußersten Norden des Gewässersystems und Naturschutzgebiets der Norfolk Broads am Fluss Ant und hat eine Ausdehnung von rund 7 Quadratkilometern. Sie ist eine Marktgemeinde.

## Geschichte
Der Name Stalham leitet sich aus dem Altenglischen ab und bedeutet „Gehöft an einem Teich“ oder „Gehöft mit Stallungen“. Die Gemeinde blickt auf eine lange Geschichte zurück und war bereits zur Zeit der normannischen Eroberung vorhanden. Die Bevölkerung, der Landbesitz und die produktiven Ressourcen wurden im Domesday Book von 1086 festgehalten.
In Stalham wurden ein Militärlager und ein Gehöft aus der Zeit der römischen Besetzung nachgewiesen. Weitere Funde aus dieser Zeit sind Münzen und Keramikscherben.
In der nachmittelalterlichen Zeit wurden in Stalham mehrere Mühlen betrieben. Erst Ende des 19. Jahrhunderts kam eine Ziegelei als Gewerbebetrieb hinzu, die bis in das Jahr 1981 genutzt wurde. Ein alter Getreidespeicher („Old Granary“) stammte aus dem Jahr 1808.
Aus dem 17. Jahrhundert stammen die ältesten erhaltenen Wohnhäuser wie Stalham Hall, in dem sich eine Sonnenuhr aus dem Jahr 1624 findet. Im Wurzelwerk eines über 150 Jahre alt gewordenen Baums wurde bei der Stalham Surgery das Skelett eines Elefanten gefunden. Der frühere Besitzer des Grundstücks betrieb Mitte des 19. Jahrhunderts einen Zirkus.
Ein runder Bunker aus dem Ersten Weltkrieg steht an der Nordostseite der einen Kilometer westlich gelegenen Wayford Bridge. Im Nordosten von Stalham finden sich Hinweise auf eine ehemalige Suchscheinwerferbatterie aus dem Zweiten Weltkrieg.

## Lage und Beschreibung
Stalham liegt rund 24 Kilometer nordöstlich von Norwich an der Landstraße A149, auf halbem Weg zwischen Great Yarmouth und Cromer. Die Küste selbst ist rund 5 Kilometer entfernt.
Stalham verfügt als typische Stadt in North Norfolk über eine Hauptstraße, an der eine Reihe von Geschäften, Lokalen, ein großer Supermarkt und eine Tankstelle liegen. Dienstags findet ein kleiner Markt statt und es werden regelmäßig besondere Verkaufsausstellungen abgehalten, darunter ein Markt für landwirtschaftliche Produkte aus dem Umland an jedem zweiten Samstag.

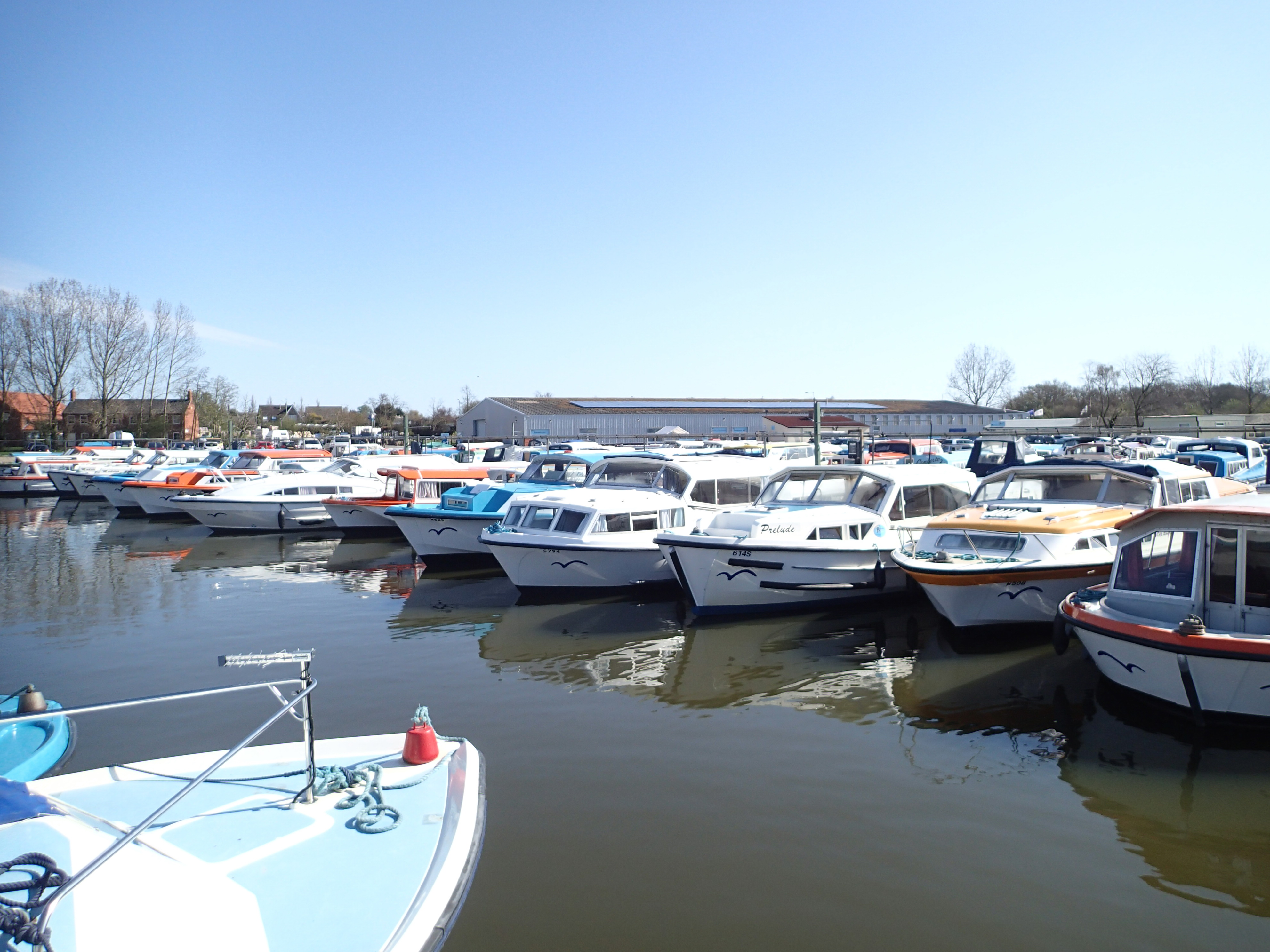
Verleihstation für Ferienboote in Stalham

Der Ort ist eines der großen Zentren für Ausflugsboote in den Norfolk Broads. Es gibt drei große Bootsstützpunkte und Verleihfirmen für Mietboote, deren Anleger sich über eine Fläche von rund 20 Hektar erstrecken. In den künstlichen Hafenbecken der Marinas findet sich Platz für mehr als 250 Boote.
In der alten Feuerwache, die eine der ersten im Vereinigten Königreich war, befindet sich ein Museum („Stalham Firehouse Museum“).

### Museum of the Broads

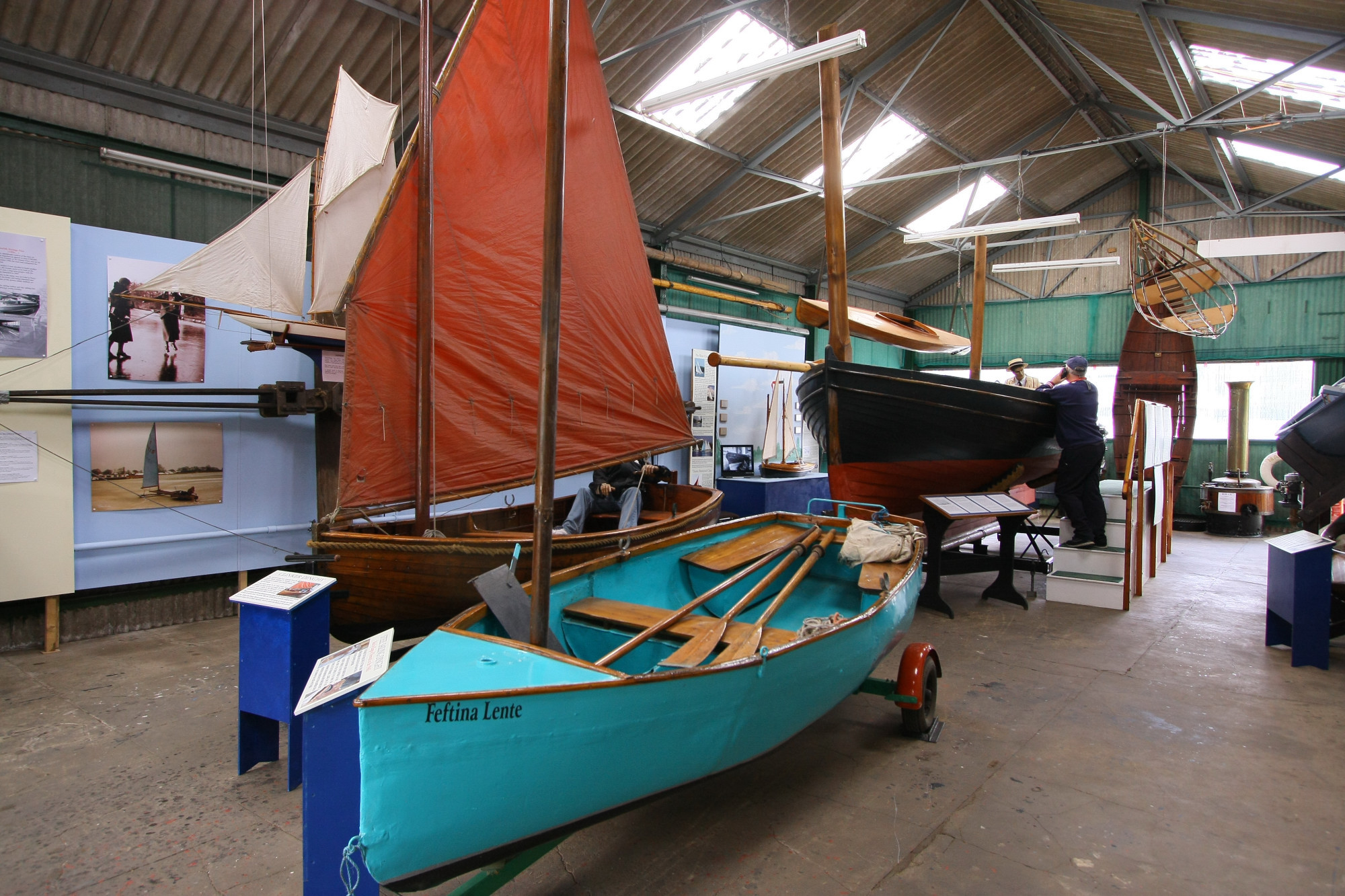
Museum of the Broads

Das an der Landstraße A149 gelegene Museum of the Broads zeigt das Leben in den Norfolk Broads in früheren Zeiten. Die einzigartige, durch mittelalterlichen Torfabbau entstandene Landschaft mit ihren flachen Seen und gewundenen Flüssen ist eines der größten Naturschutzgebiete im Vereinigten Königreich, in dem seltene und gefährdete Pflanzen- und Tierarten leben und beobachtet werden können. Das Museum zeigt die traditionellen lokalen Arbeits- und Lebensweisen, bevor die Broads ein bevorzugtes Gebiet für den Tourismus wurden. Es ist in mehrere themenbezogene Gebäude gegliedert, wobei größere Exponate im Außenbereich ausgestellt werden.

### Kirche St Mary

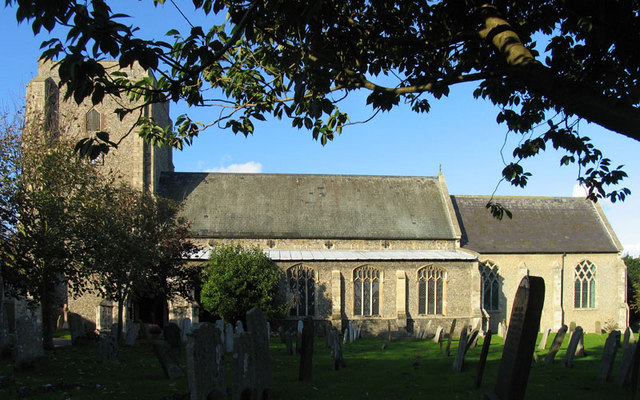
Kirche St Mary, Stalham

Die Kirche wirkt von außen wie ein langer, niedriger Bau, der sich zwischen den umstehenden Bäumen duckt. Ihr Turm stammt aus dem späten Mittelalter und wurde nie fertiggestellt, da eine finanzielle Zuwendung aus einem Vermächtnis im Jahr 1533 zu spät kam, bevor die Reformation dem Bau ein Ende setzte. Der Chor wurde im 19. Jahrhundert umgebaut.

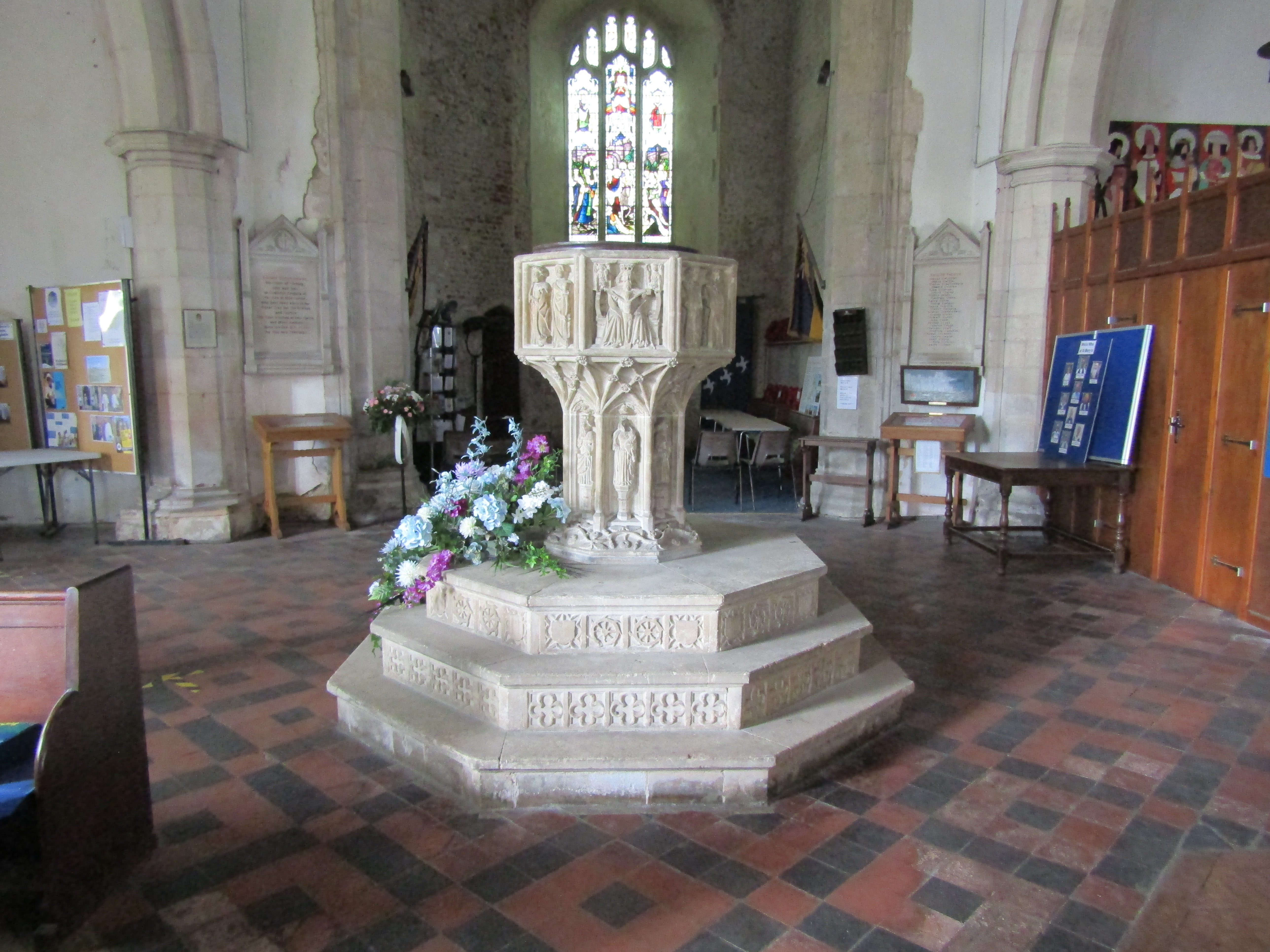
Verzierter Taufstein von St Mary

Bemerkenswert ist das große Taufbecken aus dem Ende des 15. Jahrhunderts. Es steht auf einem stattlichen Sockel, der reliefartig verziert ist. Die sechs Reliefs stellen Apostel und eine seltene Szene der Heiligen Dreifaltigkeit dar. Das westlichste Relief zeigt die Taufe Christi, die von einem Engel beobachtet wird. Die Darstellungen der Dreifaltigkeit als menschliche Figuren waren in der anglikanischen Reformatoren des 16. Jahrhunderts nicht angängig. So wurde das Taufbecken, wie an vielen anderen Orten auch, verputzt, um die Darstellungen zu verbergen. Bei der Restaurierung um das Jahr 1850 erschienen sie unversehrt wieder.
Die Glasmalerei im Westfenster unter dem Turm ist ein Werk von William Morris, das im Jahr 1920 installiert wurde.